# Olasz konyhaművészet

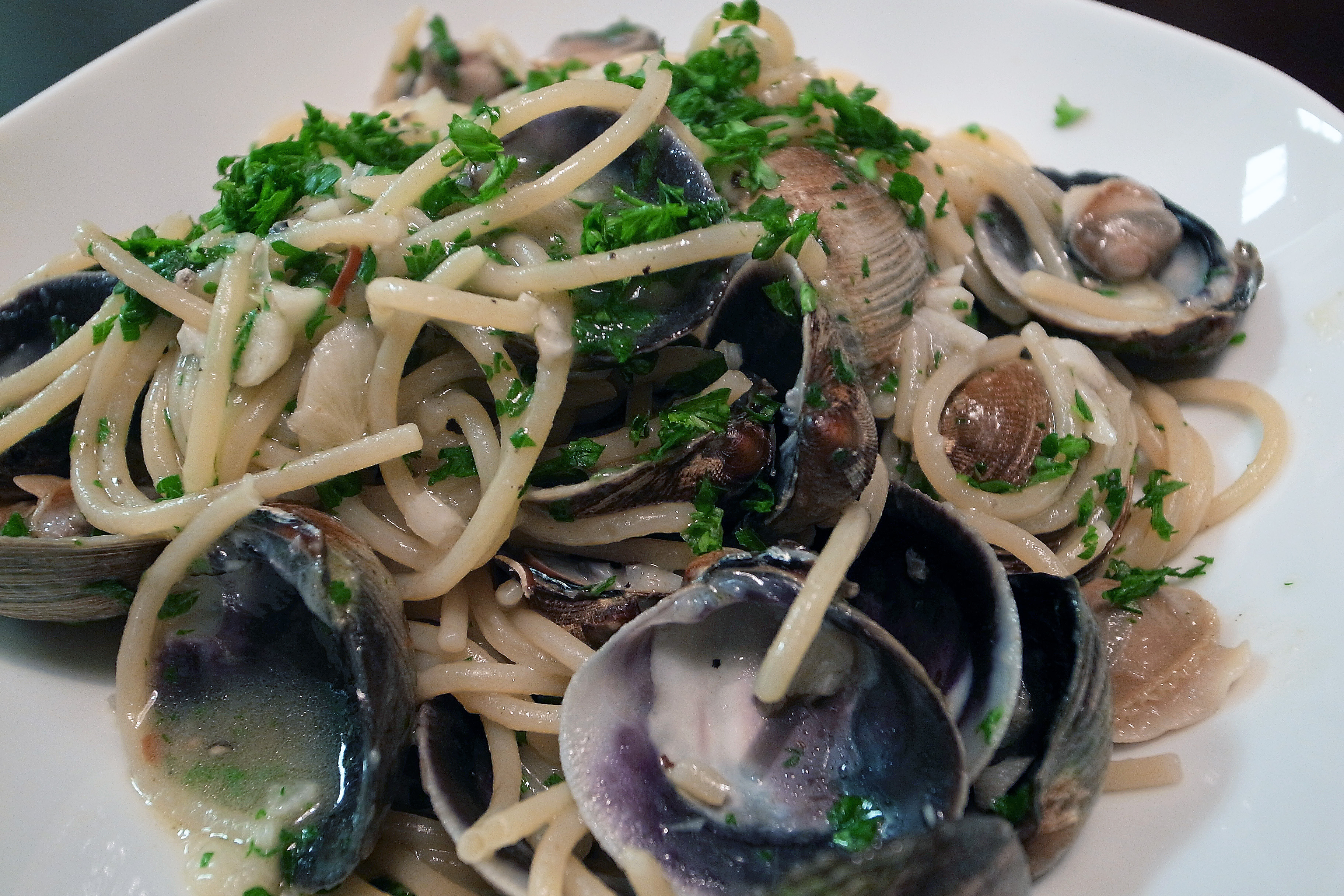
Spagetti vénusz kagylóval, fokhagymával, petrezselyemmel (Spaghetti alle vongole)

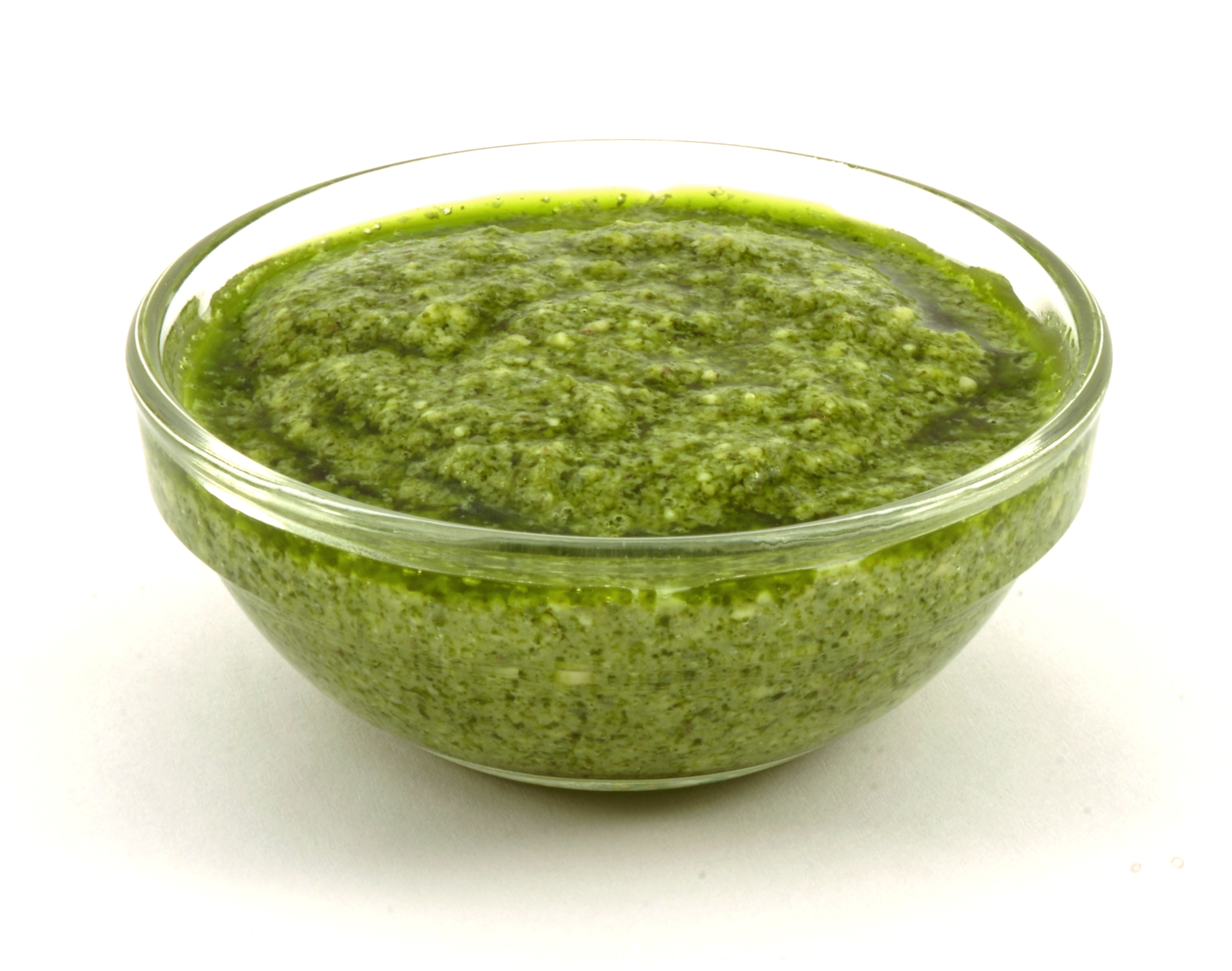
Bazsalikomos pesztó

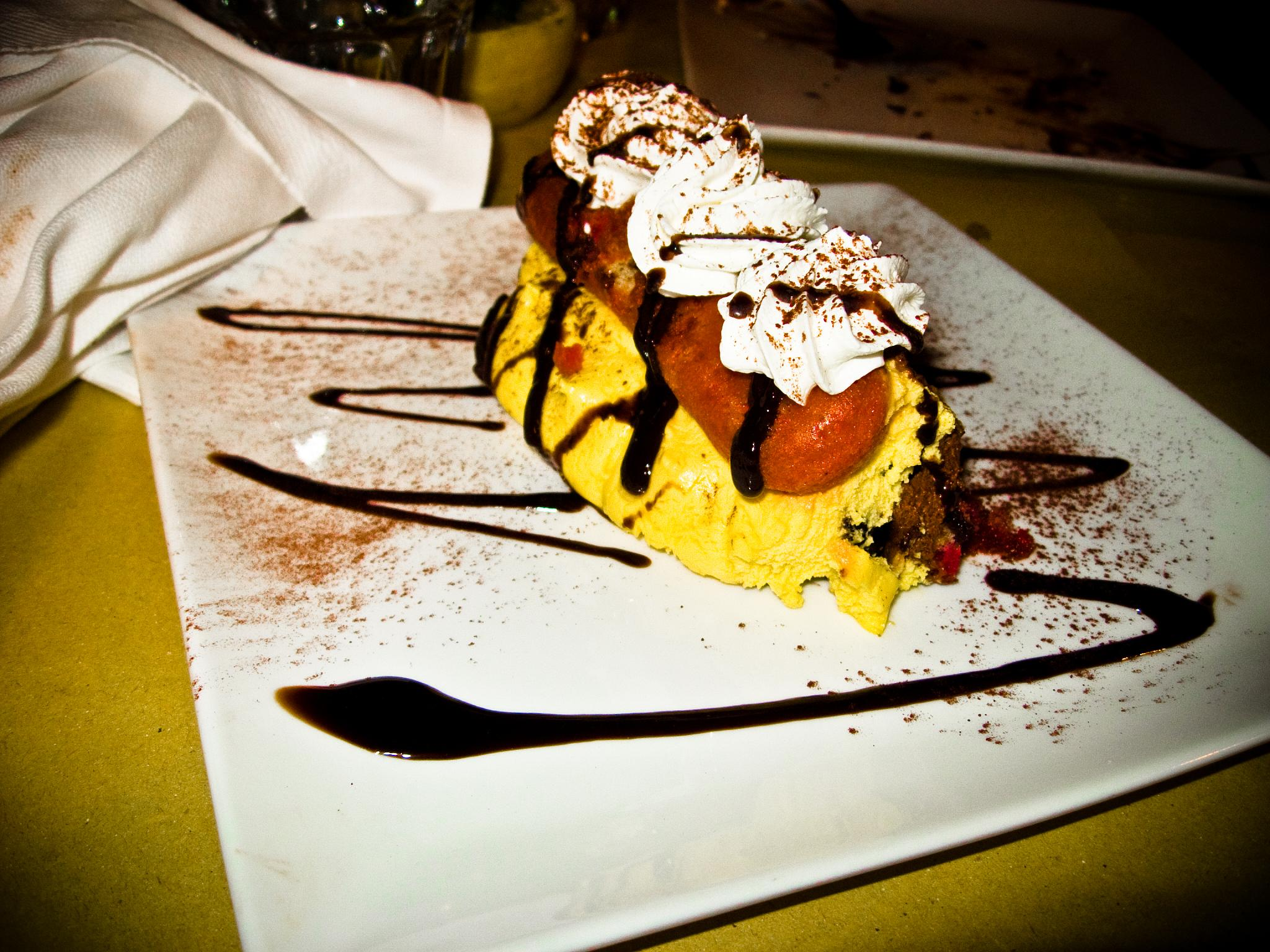
Zuppa Inglese egy vaníliakrémes-piskótás-kandírozott déligyümölcsös ínyencség

Az olasz konyhaművészet az egyik legismertebb és legnépszerűbb szerte a világon. A fogások elkészítése nem kíván bonyolult konyhatechnikai ismereteket, nincs szükség különleges alapanyagokra – nélkülözhetetlen viszont az olívaolaj, a durva tengeri só, a fekete bors, a bazsalikom, a rozmaring és a parmezán sajt. Az olasz gasztronómia rendkívül változatos, minden tartománynak meg van a maga jellegzetes étele, itala. Az ételek elkészítési módjában is nagy különbségek vannak az északi és a déli tartományok közt. Az északi tartományok előnyben részesítik a vajjal főzést, addig a déli tartományok szinte kizárólag olívaolajat használnak főzéshez. A pizza és a spagetti mellett megkóstolhatjuk a makarónisalátát, a sajtos brokkolit és a szicíliai narancsdesszertet is.

## Főbb ételtípusok

Pizza

- Leves: Az olasz levesben gyakran nagyon bőséges a tésztabetét. Ez nem minden levesre áll, sok kizárólag zöldségből készül.
- Antipasto: Az olasz előétel-választék sokszínű: az olajos szardíniától a papírvékonyra szeletelt, nyers pármai sonkán át a paradicsom- és gombamártásban tálalt gombáig.
- Pesztó: A a liguriai konyha egyik jellegzetes összetevője: bazsalikomból, olívaolajból, fokhagymából, parmezánból és fenyőmagból előállított szósz, amit többnyire tésztafélékkel tálalnak.
- Pizza: Az egyik legismertebb olasz ételkülönlegesség. Eredete a római időkbe nyúlik vissza, amikor még „megkent” vagy „feltéttel kínált” kenyér volt. Később felhajtották a kenyér szélét, nehogy lecsússzon vagy leessen róla a feltét.
- Hal: Halban gazdag, hiszen Olaszországot csaknem minden oldalról tenger veszi körül, s ahányféle hal, csaknem annyi az elkészítési mód.
- Hús: Az olaszok nem nagy húsfogyasztók, a kolbászféléket jobban kedvelik, mint a frissensülteket. A szárnyasok közül legjobban a pulykát kedvelik, amit ha máskor nem, karácsonykor előszeretettel fogyasztanak.
- Zöldségfélék: Zöldségből az olasz konyha sokat használ a római korig visszamenőleg, amikor már mai formájában termelték a salátát és többfajta káposztát. A zöldségeket az olaszok nyersen kedvelik.

## Édességek
- Tiramisu
- Zeppola
- Mousse al cioccolato
- Panna cotta
- Cannolo

## A sör Olaszországban

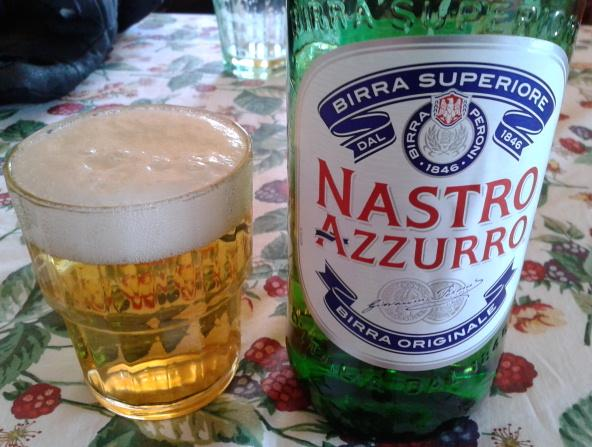
A külföldön legnagyobb mennyiségben árult olasz sör, a Nastro Azzurro

A sör nem tartozik a hagyományos olasz italok közé. Az olaszok sörfogyasztása évi 30 liter körül van fejenként, amely jócskán elmarad az európai átlagtól, de a sör népszerűsége néhány évszázada lassan egyre növekszik. Bár már a Római Birodalomban sokan kedvelték, és a kora középkorban több apátságban is főztek sört, a következő évszázadokban inkább a borkészítés terjedt el. A leghíresebb olasz sörmárkákat csak a 19. században vagy később alapították, egy részük ma már a világ számos országába eljut, a 21. század elején divatba jött kis kézműves sörfőzdék száma pedig már az ezret is meghaladja az országban.
A legismertebb olasz sörmárkák a Peroni (hozzá tartozik a Nastro Azzurro és a Raffo is), a Birra Moretti, az Ichnusa, a Poretti és a Forst (hozzá tartozik a Menabrea is).

## Az olasz régiók gasztronómiája
- Abruzzoi konyha
- Calabriai konyha
- Emiliai konyha
- Lazioi konyha
- Lombardiai konyha
- Piemonti konyha
- Pugliai konyha
- Romangola konyha
- Szárd konyha
- Szicíliai konyhaművészet
- Toszkán konyha
- Venetoi konyha